# Slovenska popevka 1962
Slovenska popevka 1962 je potekala od četrtka, 10., do sobote, 12. maja, v Festivalski dvorani na Bledu.
Na njej je nastopilo 10 pevcev: Jelka Cvetežar, Stane Mancini, Beti Jurković, Matija Cerar, Marjana Deržaj, Majda Sepe, Rafko Irgolič, Nino Robič, Slavka Knez in Lidija Kodrič. Zapeli so 20 pesmi, ki jih je izmed 149 poslanih skladb za festival predhodno izbrala strokovna žirija (Mario Rijavec – predsednik, Miha Gunzek, Marjana Deržaj, Janez Martinc, Ferdo Pomykalo, Janez Menart, Mitja Mejak in Žarko Petan). Vsako pesem sta v alternaciji vsak po svoje interpretirala dva izvajalca. Vsak pevec je tako zapel tri ali štiri pesmi, največ, pet, pa jih je zapela Marjana Deržaj. Iz prvih dveh večerov se je v sobotni finale, ki ga je prenašala celotna Jugoslovanska radiotelevizija, uvrstila polovica pesmi. Edina pevka, ki se ji ni uspelo uvrstiti v finale, je bila Lidija Kodrič.
Voditelja festivala sta bila Helena Koder in Marjan Kralj, nad organizacijo pa je bdel Jože Kapus.

## Nastopajoči
| #   | 1. izvajalec   | 2. izvajalec   | Naslov pesmi              | Avtor glasbe                  | Avtor besedila  | Avtor aranžmaja  | Uvrstitev v finalni večer |
| --- | -------------- | -------------- | ------------------------- | ----------------------------- | --------------- | ---------------- | ------------------------- |
| 1.  | Marjana Deržaj | Matija Cerar   | Kramljanje v mraku        | Matija Cerar                  | Lev Svetek      | Zlatko Černjul   | ✓                         |
| 2.  | Lidija Kodrič  | Jelka Cvetežar | Tam za goro               | Vladimir Stiasny              | Lev Svetek      | Nikica Kalogjera | ✗                         |
| 3.  | Rafko Irgolič  | Matija Cerar   | Kaj mi mar, da sem star   | Slavko Avsenik, Vilko Avsenik | Matija Barl     | Jože Privšek     | ✓                         |
| 4.  | Majda Sepe     | Beti Jurković  | Slika                     | Ati Soss                      | Gregor Strniša  | Ati Soss         | ✗                         |
| 5.  | Rafko Irgolič  | Nino Robič     | Planinsko veselje         | Vinko Horvat                  | Lev Svetek      | Jure Robežnik    | ✗                         |
| 6.  | Jelka Cvetežar | Slavka Knez    | Večerni mrak je pal       | Jože Zakonjšek                | Meta Rainer     | Mojmir Sepe      | ✓                         |
| 7.  | Matija Cerar   | Rafko Irgolič  | Marijana                  | Vladimir Stiasny              | Ciril Pleško    | Zlatko Černjul   | ✓                         |
| 8.  | Nino Robič     | Marjana Deržaj | Zvezde padajo v noč       | Slavko Avsenik, Vilko Avsenik | Ciril Zlobec    | Jure Robežnik    | ✓                         |
| 9.  | Beti Jurković  | Stane Mancini  | Najine sanje              | Franjo Hrg                    | Franjo Hrg      | Jože Privšek     | ✗                         |
| 10. | Marjana Deržaj | Majda Sepe     | Glas stare ure            | Jure Robežnik                 | Gregor Strniša  | Jure Robežnik    | ✗                         |
| 11. | Stane Mancini  | Lidija Kodrič  | Spomin                    | Andrej Berlot                 | Andrej Berlot   | Ati Soss         | ✗                         |
| 12. | Majda Sepe     | Nino Robič     | Zemlja pleše              | Mojmir Sepe                   | Gregor Strniša  | Mojmir Sepe      | ✓                         |
| 13. | Matija Cerar   | Rafko Irgolič  | Sivi zidovi starega mesta | Boris Kovačič                 | Matija Barl     | Bojan Adamič     | ✗                         |
| 14. | Lidija Kodrič  | Marjana Deržaj | Na cesti                  | Ati Soss                      | Zvonko Čemažar  | Ati Soss         | ✗                         |
| 15. | Nino Robič     | Majda Sepe     | Pojdi spet na Bled        | Franc Podjed                  | Franc Podjed    | Mario Rijavec    | ✓                         |
| 16. | Beti Jurković  | Stane Mancini  | Mandolina                 | Vladimir Stiasny              | Lev Svetek      | Mario Rijavec    | ✓                         |
| 17. | Jelka Cvetežar | Slavka Knez    | Dežek                     | Slavko Avsenik, Vilko Avsenik | Frane Milčinski | Mario Rijavec    | ✗                         |
| 18. | Stane Mancini  | Lidija Kodrič  | Vrni mi                   | Stane Mancini                 | Bogdan Gjud     | Nikica Kalogjera | ✗                         |
| 19. | Slavka Knez    | Jelka Cvetežar | Daj mi roko               | Slavko Avsenik, Vilko Avsenik | Matija Barl     | Bojan Adamič     | ✓                         |
| 20. | Marjana Deržaj | Beti Jurković  | Deklica in cha-cha        | Milan Cilenšek                | Marija Cilenšek | Jože Privšek     | ✓                         |

1. ↑  Prvega izvajalca je spremljal Trio Mojmirja Sepeta (Mojmir Sepe – klaviature; Mitja Butara – kitara; Boris Vede – bas).
2. ↑  Drugega izvajalca je spremljal Zabavni orkester Radia Ljubljana pod vodstvom Jožeta Privška.

V finale so se iz prvega večera uvrstile Marijana, Zvezde padajo v noč, Večerni mrak je pal, Kaj mi mar, da sem star in Kramljanje v mraku, iz drugega pa Deklica in cha-cha, Mandolina, Pojdi spet na Bled, Zemlja pleše in Daj mi roko.

## Seznam nagrajencev
Nagrade občinstva
- 1. nagrada: Mandolina Vladimirja Stiasnyja (glasba) in Leva Svetka (besedilo) v izvedbi Beti Jurković v alternaciji s Stanetom Mancinijem
- 2. nagrada: Zvezde padajo v noč Slavka in Vilka Avsenika (glasba) ter Cirila Zlobca (besedilo) v izvedbi Nina Robiča v alternaciji z Marjano Deržaj
- 3. nagrada: Pojdi spet na Bled Franca Podjeda (glasba in besedilo) v izvedbi Nina Robiča v alternaciji z Majdo Sepe

Nagrada strokovne žirije za najboljšo glasbeno stvaritev
- Franc Podjed za pesem Pojdi spet na Bled

1. ↑  Bojan Adamič, Branko Otočnjak in Mario Rijavec.

Nagrada za besedilo
- Gregor Strniša za pesem Zemlja pleše